# Davor Landeka
Davor Landeka (Posušje, 18 settembre 1984) è un ex calciatore bosniaco con cittadinanza croata, di ruolo centrocampista.

## Palmarès

### Club

#### Competizioni nazionali
- Campionato bosniaco: 1

Zrinjski Mostar: 2004-2005
- Coppa della Bosnia ed Erzegovina: 1

Zrinjski Mostar: 2007-2008